# جون إمبري
جون إمبري (بالإنجليزية: Jon Embree) هو لاعب كرة قدم أمريكية أمريكي، ولد في 15 أكتوبر 1965 في لوس أنجلوس في الولايات المتحدة.

## وصلات خارجية
- جون إمبري على موقع مرجع كرة القدم المحترفة.كوم (الإنجليزية)